# Малиновский, Борис Анатольевич
Борис Анатольевич Малиновский — советский хозяйственный, государственный и политический деятель, Герой Социалистического Труда.

## Биография
Родился в 1909 году в деревне Починки ныне Смирновского сельсовета. Член ВКП(б).
С 1927 года — на хозяйственной, общественной и политической работе. В 1927—1971 гг. — на комсомольской работе, заведующий селекционной группой, директор Тулунской государственной селекционной станции Иркутской области, начальник управления сельхозпропаганды, заместитель начальника Иркутского областного управления сельского хозяйства по растениеводству, директор Иркутской областной государственной сельскохозяйственной опытной станции, первый заместитель начальника областного сельхозуправления.
Указом Президиума Верховного Совета СССР от 23 июня 1966 года присвоено звание Героя Социалистического Труда с вручением ордена Ленина и золотой медали «Серп и Молот».
Избирался депутатом Верховного Совета РСФСР 6-го и 7-го созывов.
Умер в 1981 году в Иркутске.